# NGC 4771
NGC 4771 ist eine Spiralgalaxie vom Hubble-Typ Scd im Sternbild der Jungfrau und etwa 47 Millionen Lichtjahre von der Milchstraße entfernt.
Sie wurde am 24. Februar 1786 von Wilhelm Herschel mit einem 18,7-Zoll-Spiegelteleskop entdeckt, der sie dabei mit „F, mE np-sf, 2′ long, 0.75′ broad“ beschrieb.